# 平松正樹
平松 正樹（ひらまつ まさき 1971年 - ）は、フリーの脚本家、ゲームシナリオライター。愛知県豊川市出身。東京都武蔵野市在住。中央大学卒業。かつては作家の長坂秀佳に師事。代表作としては『街 〜運命の交差点〜』と『劇場版 空の境界』があげられる。

## 作品

### ゲームシナリオ
- 街 〜運命の交差点〜（1998年、脚本・監督）
- シェンムー 一章 横須賀（1999年、街キャラセリフ）
- アークザラッドIII（1999年、サブシナリオ）
- 仙界大戦 〜TVアニメーション仙界伝封神演義より〜（2000年、シナリオ）
- 仙界通録正史 〜TVアニメーション仙界伝封神演義より〜（2001年、シナリオ）
- ちQのトモダチ ドリームキャスト版（未発売、シナリオ）
- ちQのトモダチ モバイル版（2002年、シナリオ）
- ちQのトモダチ PC版（2003年、シナリオ）
- OVER THE MONOCHROME RAINBOW featuring SHOGO HAMADA（2003年、パートシナリオ）
- 白中探険部（2003年、パートシナリオ）
- 半四郎颯爽記（未発売、シナリオ）
- BBボール・キヨシロウ編（2004年、シナリオ）
- BBボール・リーラン編（未発売、シナリオ）
- テイルズ オブ リバース（2004年、シナリオ）
- フレームシティ（未発売、シナリオ）
- 名探偵エヴァンゲリオン（2007年、シナリオ・原案）
- テイルズ オブ シンフォニア -ラタトスクの騎士-（2008年、シナリオ）
- L the proLogue to DEATH NOTE -螺旋の罠（トラップ）-（2008年、シナリオ）
- 相棒DS（2009年、シナリオ制作、ストーリー構成）
- ヱヴァンゲリヲン〜めぐりあう絆〜（2010年、シナリオ）
- 名探偵コナン カード探偵団（シナリオ、ストーリー構成）
- 名探偵コナン カード探偵団2（シナリオ、ストーリー構成）
- 名探偵コナン 決死の脱出（シナリオ）
- テイルズ オブ ベルセリア（2016年、サブシナリオ・チャット）
- マギアレコード 魔法少女まどか☆マギカ外伝（シナリオ監修） - イベント「Another Daze 〜魔法少女かずみ☆マギカ〜」「The Cuddly Despairs 〜魔法少女かずみ☆マギカ〜」

### アニメ脚本
- あかほり外道アワーらぶげ（第9話）
- 妖逆門（第4・9・11・18話）
- 劇場版 空の境界
- トリコ（ジャンプスーパーアニメツアー2009版）
- みのりスクランブル!
- BLEACH 千年血戦篇（シリーズ構成[3]・脚本〈第5話 - 第13話〉[4]）
- The Legend of Heroes 閃の軌跡 Northern War（第4話）
- BLEACH 千年血戦篇-訣別譚-（シリーズ構成[5]・脚本[6]）
- BLEACH 千年血戦篇-相剋譚-（シリーズ構成[7]・脚本[6]）

### 漫画
- 名探偵エヴァンゲリオン（ストーリー原案・監修）
- がくえんゆーとぴあ まなびストレート!（シナリオ、#14以降）
- 魔法少女かずみ☆マギカ 〜The innocent malice〜（原作）

### テレビドラマ
- 新・警視庁捜査一課9係（シーズン４）#11最終回「生命の捜査線」（シナリオ）
- GARO -VERSUS ROAD- #7、8

### ラジオドラマ
- FMシアター「同じ空の下」（2014年、シナリオ）
- FMシアター「風は夢をのせて」（2016年、シナリオ）
- FMシアター「風のち、りんご晴れ」（2018年、シナリオ）

### ドラマCD
- 街 〜運命の交差点〜 オリジナル・サウンド トラック. ピンクなおまけCD（シナリオ）
- 熱風海陸ブシロード〜ミカヅキの章（未発売、シナリオ）
- テイルズ オブ リバースドラマCD（シナリオ監修）
- MIKOTOりみっくす〜焔の章（原作、シナリオ）
- エミル・クロニクル・オンラインドラマCD「エミる☆みらくる」Vol.3（シナリオ）
- スーパー☆スター（ドラマ脚本）
- 『超人タイツ ジャイアント』CDとネタ男2〜ザ・フロンティア〜（シナリオ）
- 『魔法少女まどか☆マギカ』BD/DVD特典『memories of you』『フェアウェル・ストーリー』（シナリオ）
- 『オワ・ランデ～ヤレない貴族のオトシ方』スーパーダッシュ＆ゴー! 創刊号 2011年12月号 特別付録 ドラマCD（シナリオ）
- 『ニーナとうさぎと魔法の戦車』スーパーダッシュ&ゴー!』2012年2月号 特別付録ドラマCD （シナリオ）

### 作詞
- 無敵美少女セーラードールズ
- その名はトリコ!

### 小説
- 熱血鑑識官 米沢守のドッキリ事件簿ZERO
- Jingle love story 第１楽章～最終章（三森すずこ CD特別版付録ライトノベル）
- 魔法少女かずみ☆マギカ 〜The innocent malice〜 とらのあな特典 ミニノベル（vol.2～5）